# 애드버토리얼
애드버토리얼(advertorial)은 사설 콘텐츠 형태의 광고이다. "애드버토리얼"이라는 용어는 "광고"(advertisement)와 "에디토리얼"(editorial)이라는 단어를 혼합한 것이다(혼성어 문서 참고). 메리엄-웹스터는 이 단어의 유래를 1946년으로 추정한다.
인쇄 출판물에서 광고는 일반적으로 객관적인 기사와 유사하게 작성되고 표면적으로는 합법적이고 독립적인 뉴스 기사처럼 보이도록 디자인된다. 텔레비전에서 광고는 제품이나 서비스에 대한 짧은 정보 광고 프레젠테이션과 유사하다. 이는 텔레비전 광고의 형태일 수도 있고 토크쇼나 버라이어티 쇼의 한 부분일 수도 있다. 라디오에서는 라디오 광고나 아나운서와 대표자 간의 토론 형식을 취할 수 있다. 인터넷 기반 광고의 개념은 네이티브 광고와 연결되어 있다. 그러나 두 용어가 동의어인지 여부는 논쟁의 여지가 있다.
특히 명확하게 공개되지 않은 광고 기사는 보도윤리와 마케팅 윤리에 있어 논란의 대상이 되고 있다. 연구자들은 그들이 자신의 출처를 모르는 독자를 오도하여 출판물의 평판을 훼손하는 경우가 많다는 사실을 발견했다. 2016년 연구에 따르면 독자 중 2/3가 보도용 광고를 혼동한다고 한다.

## 같이 보기
- 네이티브 광고